# Là ci darem la mano
Là ci darem la mano (tal. tamo ćemo si dati ruke) je duet iz prvog čina Mozartove opere Don Giovanni po libretu Lorenza da Pontea na talijanskom jeziku. Pjevaju ga Don Giovanni (bariton) i Zerlina (sopran). Jedan je od često obrađivanih i koncertno izvođenih dueta klasične glazbe.

## Kontekst i sadržaj
Don Giovanni je talijanski oblik imena Don Juan, čuvenog španjolskog literarnog zavodnika i razvratnika, kod nas poznatog kao "donžuan" prema francuskom izgovoru imena. Njegov sluga Leporello (bas) u ariji "Madamina, il catalogo è questo" na početku prvog čina Donna Elviri nabraja 2065 osvajanja Don Giovannija.
Don Giovanni, u skladu s tom reputacijom, u trećoj sceni čina pokušava osvojiti Zerlinu koja sa svojim zaručnikom Masettom sprema vjenčanje. Stoga nudi svoju palaču kao mjesto za održavanje pira. Leporello vodi seljane u palaču, a s njima i Masetta, koga je Don Giovanni pod prijetnjom mača otjerao da bi ostao nasamo sa Zerlinom.
Na sceni ostaju Don Giovanni i Zerlina. Glazba je u partituri označena kao IX. scena i sastoji se od recitativa i duettina. U recitativu Don Giovanni obrlaćuje Zerlinu obećavajući joj brak i život bolji od seljačkog. Slijedi duettino "Là ci darem la mano" - "tamo [u palači] ćemo si dati ruke, tamo ćeš mi reći da". Ona mu ne vjeruje i dvoumi se, ali Don Giovanni je uporan i slama joj otpor. Na scenu ulazi Donna Elvira i nastavlja se radnja opere...

## O glazbi
U partituri je ova skladba označena kao No 7 Duettino (sedma glazbena numera, mali duet). Vjerojatni je razlog što pjevači pjevaju kao duo tek u finalu, dok u ostatku djela Don Giovanni i Zerlina pjevaju naizmjence.
Orkestracija: 1 flauta, 2 oboe, 2 fagota, 2 roga, gudači
Skladba ima 82 takta. Trajanje je oko 3'30".
| Prvih 8 taktova pjeva Don Giovanni: Tamo ćemo si dati ruke, tamo ćeš mi reći da. Vidi, nije daleko; pođimo, draga moja, odavde. |
| Reprodukcija zvuka nije podržana u vašem pregledniku. Možete preuzmi zvukovnu datoteku.                                         |

## Utjecaj
Duet je izrazito popularan, pa su ga i mnogi skladatelji obrađivali u svojim djelima, od kojih su poznatiji na primjer:
- Ludwig van Beethoven: Varijacije na "Là ci darem la mano" za dvije oboe i engleski rog, WoO 28, iz 1795. godine
- Niccolò Paganini: fantazija br. 20 iz 43 fantazije za gitaru, MS 43, oko 1820. godine
- Frédéric Chopin: Varijacije na "Là ci darem la mano" za klavir i orkestar op. 2, iz 1827. godine
- Franz Liszt: tema i dvije varijacije u opernoj fantaziji za klavir Réminiscences de Don Juan S 418 (Prisjećanja na Don Juana), iz 1841. godine

Izvan opera duet je često samostalno izvođen na koncertima i zapisan na nosačima zvuka i u svom ga repertoaru imaju mnoge pjevačice i pjevači koji su u operi nastupali u tim ulogama.
Duet se javlja u kazališnim djelima, televizijskim serijama i na filmu, na primjer:
- The Muppet Show, duo Miss Piggy i Link Hogthrob
- It Happened in Brooklyn, duo Kathryn Grayson i Frank Sinatra
- Igra školice, nakratko Kendig pjevuši početak

## Vanjske poveznice
|  | Zajednički poslužitelj ima još gradiva o temi Là ci darem la mano |